# Rafaela (Santa Fé)
Rafaela é um município argentino da Província de Santa Fé. É a terceira cidade mais povoada da província, que possui uma população de quase de 100 mil habitantes, segundo censo de 2010. É reconhecida como a Pérola do Oeste.
A cidade foi fundada em 1881 por Guillermo Lehmann, e tornou-se oficialmente cidade em 1913. A cidade cresceu 22,2% entre 1991 e 2001, e 18,6% no último período censitário (2001-2011) segundo os dados oficiais da População Censo ( INDEC ). A cidade é quase o antípoda exato de Wuhu na China .
A cidade é o lar do Atlético de Rafaela, clube da Segunda Divisão da Argentina.

## História
Rafaela foi fundada em 1881 pelo suíço, Guillermo Lehmann, que trouxe 11 famílias de agricultores, oriundos da região do Piemonte na Itália, para colonizar e desenvolver a região. Antes a área do atual município era habitada por tribos indígenas nômades.
- Cidades-Irmãs  [1]

Fossano, Itália
Sigmaringendorf, Alemanha